# Calopsocidae
Famille
Les Calopsocidae sont une famille d'insectes du sous-ordre des psocomorphes (ordre des psocoptères) surtout répandue en Nouvelle-Guinée. La nervation de leurs ailes comporte souvent de nombreuses cellules. Cette famille est très proche des Philotarsidae et des Pseudocaeciliidae (dont certains auteurs considèrent qu'ils font partie).